# Matsui Keishirō
Matsui Keishirō est un nom japonais traditionnel ; le nom de famille (ou le nom d'école), Matsui, précède donc le prénom (ou le nom d'artiste).
Le baron Matsui Keishirō (松井 慶四郎), né le 28 mars 1868 et mort le 4 juin 1946, est un homme politique et diplomate japonais. Il est ministre des Affaires étrangères en 1924.

## Biographie
Il sort diplômé de la faculté de droit de l'université de Tokyo. Il entre au ministère des Affaires étrangères la même année. En 1890, il est affecté à l'ambassade du Japon à Séoul, en Corée, et en 1895 à l'ambassade du Japon aux États-Unis. En 1898, il est promu au poste de premier secrétaire à l'ambassade du Japon à Londres, au Royaume-Uni. En 1902, il est réaffecté à l'ambassade du Japon à Pékin, en Chine. Il revient au Japon en 1913.
Au cours de la Première Guerre mondiale, il est ambassadeur du Japon en France (1916-1920) et sert comme diplomate à la conférence de paix de Paris (1919). Après cette mission, il reçoit le titre de baron (danshaku), dans le système de kazoku. Il est ministre japonais des Affaires étrangères du 7 janvier au 11 juin 1924, dans le gouvernement de Kiyoura Keigo et est nommé membre de la Chambre des pairs de la Diète du Japon. Il sert plus tard comme ambassadeur auprès du Royaume-Uni (1925-1928). En 1938, il devient membre du Conseil privé.